# Bureau de surveillance du cinéma
Le Bureau de surveillance du cinéma est un organisme de censure québécois créé le 15 avril 1913.
Il porta à l'origine le nom de Bureau de censure des vues animées de la province de Québec, puis le Bureau de la censure du Québec. Son rôle était de surveiller les films et d'en couper les scènes jugées litigieuses.
À l'avènement du cinéma parlant, les dialogues firent également l'objet de coupures. En 1960, 12 censeurs étaient employés. En 1963, André Guérin prend la tête de l'organisme et plaide pour l'abolition de la censure pour la remplacer plutôt par un système de classification des films en fonction des publics visés. Avec la Loi sur le cinéma de 1967, le bureau de la censure devient le Bureau de surveillance du cinéma, puis en 1983, la Régie du cinéma,.
Entre 1913 et 1967, plus de 6 000 films ont été censurés au Québec.